# 2015 StarCraft II World Championship Series
2015 StarCraft II World Championship Series — четвёртый чемпионат мира World Championship Series по StarCraft II, организованный Blizzard Entertainment и проведённый с января по ноябрь 2015 года. В рамках чемпионата было проведено три сезона в трёх киберспортивных лигах: WCS Premier в Европе и Америке, и две в Южной Корее — Global StarCraft II League и StarCraft II StarLeague. Участники лиг получали рейтинговые очки. В конце года 16 киберспортсменов, набравших наибольшее количество очков, приглашались на мировой финал, проводимый в рамках выставки BlizzCon, и сражались за звание чемпиона мира. Общий призовой фонд вновь составил 1,6 миллиона долларов США, из которых на мировой финал пришлось 250 000 долларов, а чемпион мира получил 100 000.
Чемпионом мира стал Ким «sOs» Ю Джин, ставший первым двукратным чемпионом WCS (он также выиграл чемпионат 2013 года), второе место занял Ли «Life» Сын Хён, а третье поделили между собой Ли «Rogue» Бён Рёль и Ким «Classic» Дох У (матч за третье место не проводился).

## Предыстория и формат
Формат World Championship Series 2015 был объявлен в день начала проведения мирового финала чемпионата 2014 года. В 2015 году ужесточилась региональная блокировка: право выступать в соревнованиях европейского и американского регионов давалось только резидентам соответствующих стран или людям, постоянно проживающим в этих странах с 2013 года. Таким образом, киберспортсмены потеряли возможность менять регион «на ходу», однако те спортсмены, которые с самого начала выбрали страну и переехали в Европу или Америку, смогли продолжить выступать за свой регион.
Турниры европейского и американского регионов были объединены в единую премьерную лигу с гарантированными местами для участников различных стран и подрегионов; в каждом подрегионе проводилась своя лига претендентов по старой системе. Так, на Европу, среднюю Азию и Африку отводилось 14 мест, на Северную Америку — 8, на Китай — 4, на Латинскую Америку — 2, на Океанию и южную Азию — 2, и на Тайвань, Гонконг и Макао — 2. В первом сезоне лига претендентов была пропущена, игроки с калибровок сразу попали в премьерную лигу.
До 2015 года число рейтинговых очков, которое можно было набрать в Корее, было ниже других регионов из-за отсутствия сторонних турниров. Южнокорейский киберспортсмен О «soO» Юн Су отмечал: «хорошо бы, чтобы для игроков корейского региона были возможности по набору очков, кроме как на GSL, как это происходит в других регионах». В 2015 году появилась возможность зарабатывать очки на StarCraft II Proleague; кроме того, было анонсировано проведение второй индивидуальной лиги в дополнение к GSL, названной StarCraft II StarLeague (SSL) и организуемой SPOTV. Формат GSL остался без изменений относительно прошлого года. Как и в прошлые годы, лиги были поделены на три сезона.
2015 StarCraft II World Championship Series стал последним чемпионатом по StarCraft II: Heart of the Swarm; через неделю после финала вышло дополнение StarCraft II: Legacy of the Void.

## Сезоны
Первым соревнованиям в рамках чемпионата стала StarCraft II StarLeague, отборочные на которую начались ещё в декабре 2014 года, а сама лига началась в январе 2015. Победителями трёх сезонов этого соревнования стали Чо «Maru» Сон Чу, Ким «Classic» Дох У и Ким «herO» Джун Ху. Сезоны Global StarCraft II League закончились победой Ли «Life» Сын Хёна, Чжон «Rain» Юн Йонга и Ли «INnoVation» Син Хёна.
В первом сезоне объединённой европейско-американской премьерной лиги победил Чхве «Polt» Сун Хун, став первым киберспортсменом, кому удалось одержать победу на трёх сезонах WCS. Во втором и третьем сезоне победителями стали соответственно Син «Hydra» Донг Вон и Давид «Lilbow» Москету

## Мировой финал
Мировой финал был проведён в рамках выставки BlizzCon 2015 в Анахайме, Калифорния, США. Все матчи проводились в формате Best-of-5, за исключением финального поединка, проведённого в формате Best-of-7. Одновременно с чемпионатом по StarCraft II, в рамках выставки BlizzCon также прошли чемпионаты по Hearthstone, Heroes of the Storm и World of Warcraft.

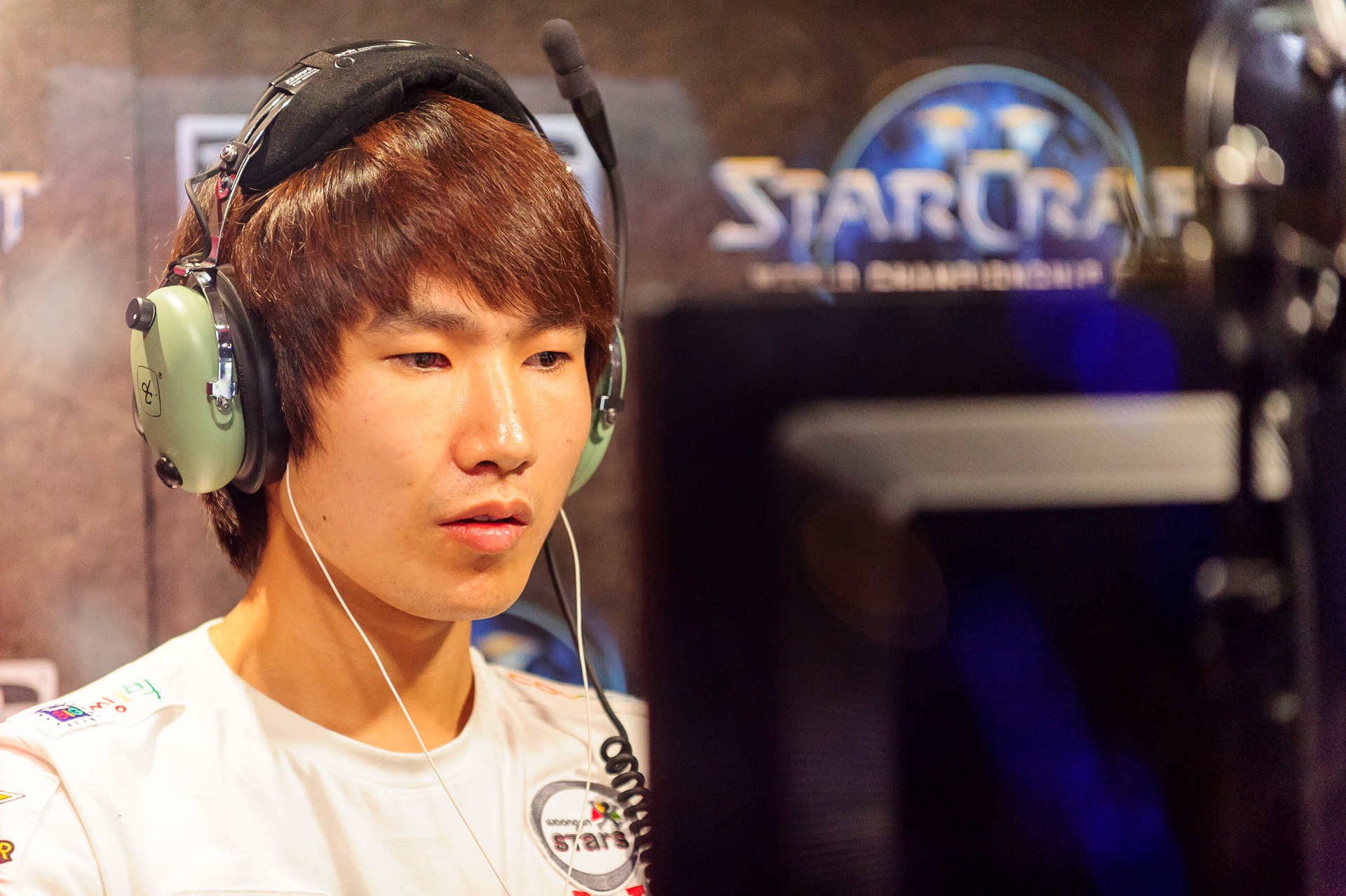
Ким «sOs» Ю Джин — чемпион 2015 WCS Global Finals

В финальном поединке сошлись протосс Ким «sOs» Ю Джин и зерг Ли «Life» Сын Хён, причём для обоих игроков победа на турнире означала бы получение титула двукратного чемпиона мира: sOs являлся победителем чемпионата мира 2013 года, а Life — чемпионата мира 2014 года. Поединок закончился победой sOs со счётом 4:3. В первой игре sOs заработал лёгкую победу с помощью раша фотонных пушек. Вторую игру Life отыграл, использовав раш зерглингов. Он также попытался использовать зерглингов в третьей игре, но sOs играл более осторожно и смог сдержать натиск, перехватить инициативу, построить большую армию и выиграть игру. В четвёртой игре sOs попытался перехитрить оппонента, но у него ничего не вышло; Life уничтожил дополнительные базы sOs, обеспечив большое преимущество и закончив игру большим отрядом муталисков, что сравняло счёт. В пятой игре, проходящей на карте с пустыми областями по краям, sOs использовал летающих юнитов для набегов на базы Life, что вынудило того построить губителей для обороны, которые плохо себя показали при отбивании следующей атаки. Матч перерос в затяжное противостояние двух больших армий, из которого победителем вышел sOs. Шестая игра шла по более медленному и традиционному сценарию; sOs попытался напасть на противника бессмертыми, однако Life сумел отбиться, контратаковать и уничтожить нексус соперника. Это вынудило протосса пойти в all-in, который провалился, обеспечив победу Life и снова сравняв счёт. В решающей седьмой игре Life полностью сконцентрировал силы на раше зерглингов и гиблингов, нанеся колоссальный урон, однако оставшись позади по экономике. sOs собрал внушительную армию и закончил игру.
Призовой фонд мирового финала составил 250 000 долларов США, из которых 100 000 получил чемпион. Турнирная таблица финала:
| 1/8 финала     | 1/8 финала |  |             | Четвертьфиналы | Четвертьфиналы |  |  | Полуфиналы  | Полуфиналы |  |  | Финал    | Финал |
|                |            |  |             |                |                |  |  |             |            |  |  |          |       |
| (п) herO       | 3          |  |             |                |                |  |  |             |            |  |  |          |       |
| (т) FanTaSy    | 1          |  |             | (п) herO       | 1              |  |  |             |            |  |  |          |       |
| (з) ByuL       | 0          |  | (п) Classic | 3              |                |  |  |             |            |  |  |          |       |
| (п) Classic    | 3          |  |             |                |                |  |  | (п) Classic | 2          |  |  |          |       |
| (т) INnoVation | 3          |  |             |                |                |  |  | (з) Life    | 3          |  |  |          |       |
| (п) Zest       | 0          |  |             | (т) INnoVation | 1              |  |  |             |            |  |  |          |       |
| (з) Life       | 3          |  | (з) Life    | 3              |                |  |  |             |            |  |  |          |       |
| (п) Lilbow     | 0          |  |             |                |                |  |  |             |            |  |  | (з) Life | 3     |
| (п) Rain       | 3          |  |             |                |                |  |  |             |            |  |  | (п) sOs  | 4     |
| (т) Polt       | 2          |  |             | (п) Rain       | 0              |  |  |             |            |  |  |          |       |
| (п) PartinG    | 2          |  | (п) sOs     | 3              |                |  |  |             |            |  |  |          |       |
| (п) sOs        | 3          |  |             |                |                |  |  | (п) sOs     | 3          |  |  |          |       |
| (т) Dream      | 2          |  |             |                |                |  |  | (з) Rogue   | 0          |  |  |          |       |
| (з) Hydra      | 3          |  |             | (з) Hydra      | 1              |  |  |             |            |  |  |          |       |
| (т) Maru       | 0          |  | (з) Rogue   | 3              |                |  |  |             |            |  |  |          |       |
| (з) Rogue      | 3          |  |             |                |                |  |  |             |            |  |  |          |       |